# Le Glamour
Pour les articles homonymes, voir Glamour.
Le Glamour (titre original : The Glamour), dont une première traduction d'Henry-Luc Planchat est parue en 1986 sous le titre Le Don dans la collection Ailleurs et Demain des Éditions Robert Laffont, est un roman de science-fiction de l'écrivain britannique Christopher Priest publié au Royaume-Uni en 1984.
Une version largement revue et remaniée par l'auteur a été publiée au Royaume-Uni en 2005, puis en France en 2008 dans une traduction de Michelle Charrier.
Ce roman décrit une histoire d'amour dans laquelle certains personnages possèdent un don qui leur permet de se rendre invisibles aux yeux des autres. La narration superpose plusieurs récits de différents personnages qui se contredisent parfois, une technique mise en œuvre par l'auteur dans deux autres romans, Le Prestige (paru en 1995) et La Séparation (paru en 2003).
En 1984, il a figuré parmi les finalistes du Prix British Science Fiction du meilleur roman.

## Éditions
- The Glamour [version originale], Jonathan Cape, décembre 1984, 303 p.
- Le don, Éditions Robert Laffont, coll. « Ailleurs et demain », novembre 1986, 288 p.
- The Glamour [version revue et remaniée], Gollancz, 9 juin 2005, 235 p.  (ISBN 0-575-07579-1)
- Le Glamour, Denoël, coll. « Lunes d'encre », 6 novembre 2008, trad. Michelle Charrier, 320 p.  (ISBN 978-2-207-26020-3)
- Le Glamour, Gallimard, coll. « Folio SF » no 417, 26 janvier 2012, trad. Michelle Charrier, 409 p.  (ISBN 978-2-07-044568-4)